# Parayasa pilosa
Parayasa pilosa är en insektsart som beskrevs av Ananthasubramanian 1980. Parayasa pilosa ingår i släktet Parayasa och familjen hornstritar. Inga underarter finns listade i Catalogue of Life.